# قطار (استان غلیزان)
قطار (به عربی: القطار) یک شهرداری در الجزایر است که در استان غلیزان واقع شده‌است.